# Chiesa di San Silvestro a Tobbiana

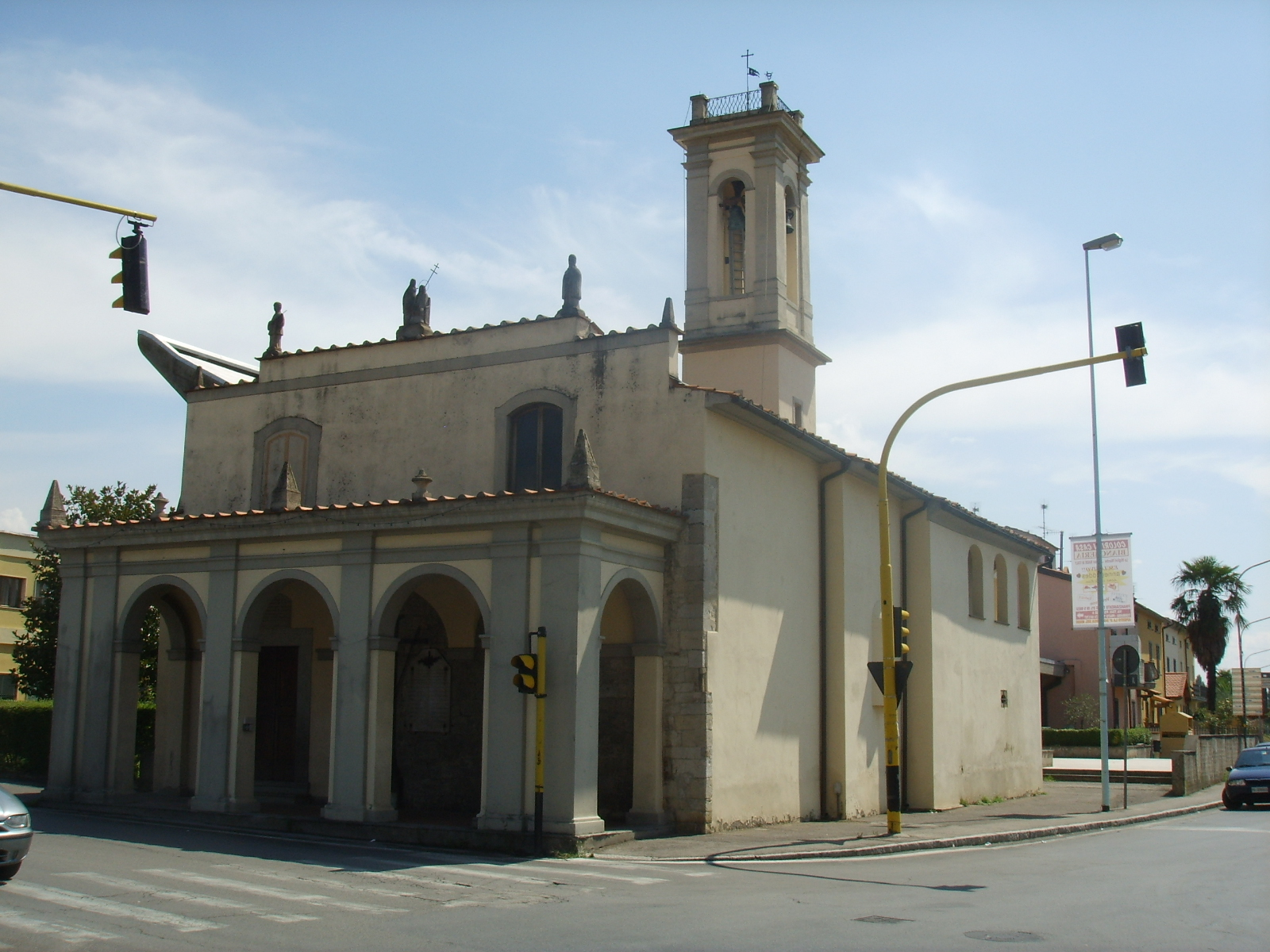
Veduta

La chiesa di San Silvestro a Tobbiana è una chiesa in una frazione di Prato.

## Storia e descrizione
La chiesa (del XII secolo, ma assai trasformata) è preceduta da un portico ottocentesco, e conserva pale del Sei-Settecento. Contigua è la nuova chiesa parrocchiale (1974, Roberto Nardi e Lorenzo Cecchi), in cemento armato, con copertura ad unica falda ascendente (le vetrate sono di Rodolfo Ceccotti).

## Altre immagini

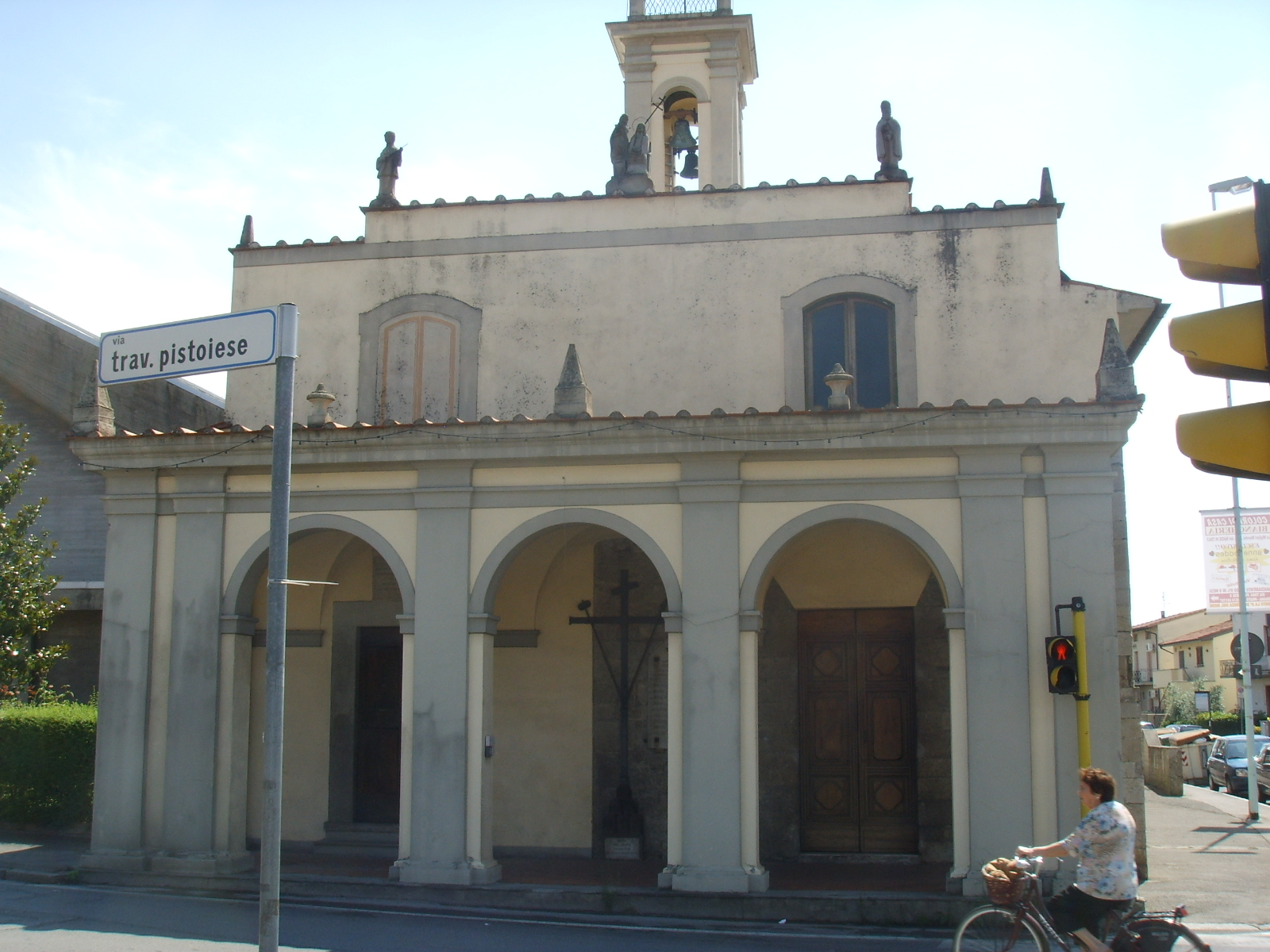
La facciata
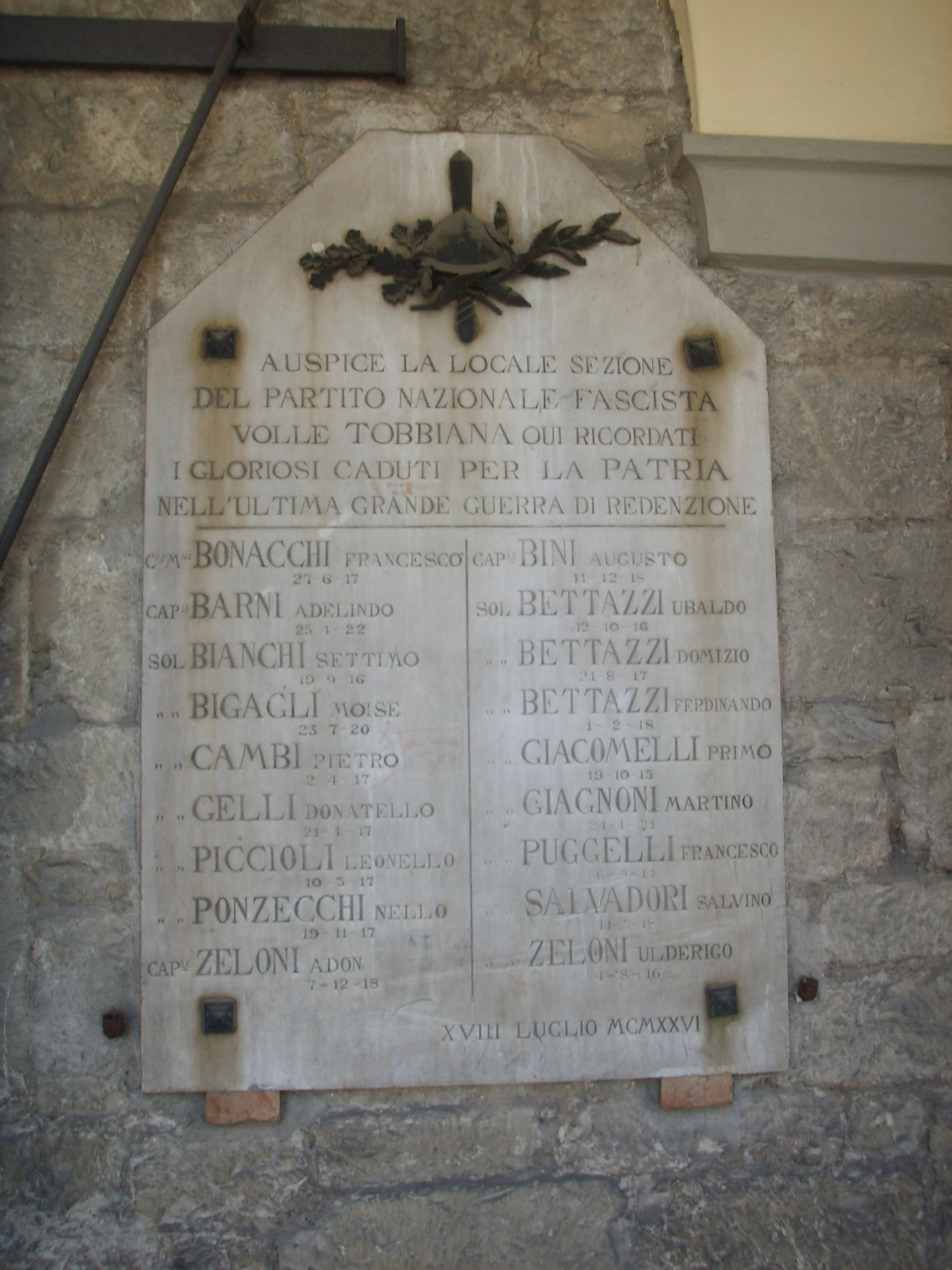
Targa nel portico
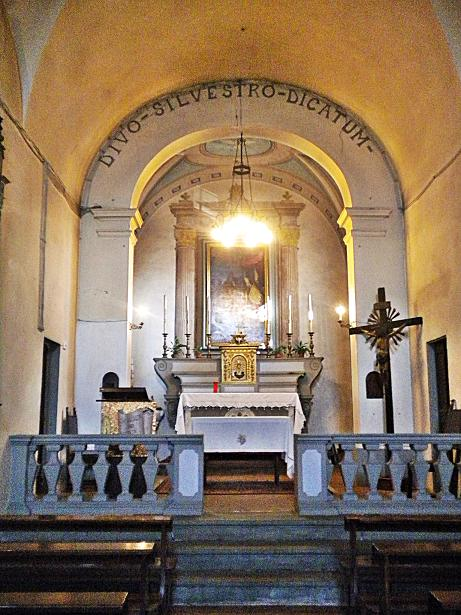
L'altare maggiore della chiesa vecchia
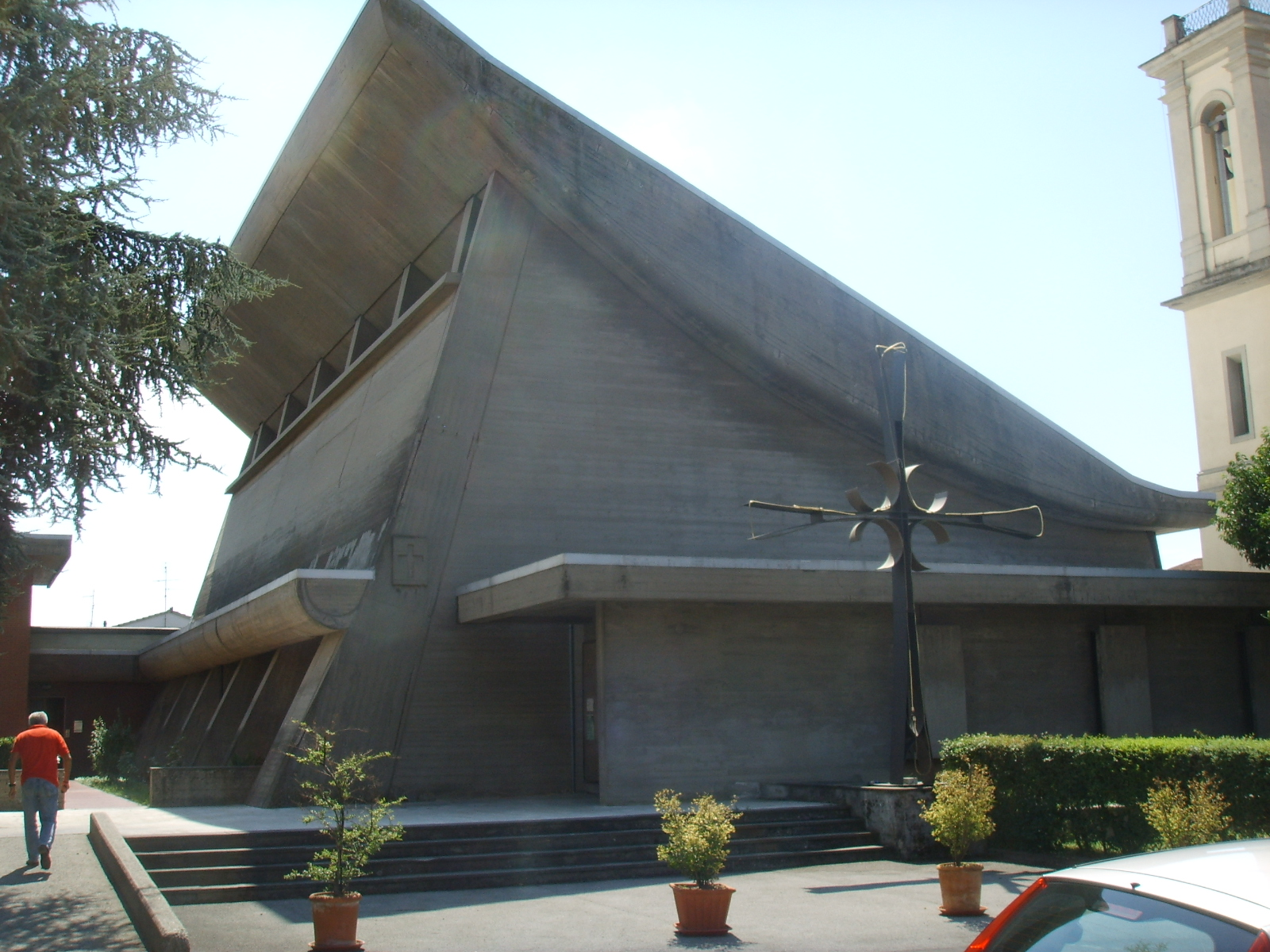
La chiesa moderna